# Васильевское (озеро, Тверская область)
Васильевское — озеро на юго-востоке Тверской области, расположенное на территории Калязинского района.
Расположено на юге района недалеко от границы с Московской областью. Находится примерно в 30 км к югу от города Калязин. Лежит на высоте 121,5 м. Длина озера составляет 1,45 км, максимальная ширина 1,1 км, средняя — 0,66 км. Площадь водной поверхности — 0,96 км². Берега заболочены. На юго-западу в озеро впадает ручей Чёрный, на северо-западу — безымянный ручей; из северной части озера двумя рукавами вытекает река Волнушка.

## Данные водного реестра
По данным государственного водного реестра России относится к Верхневолжскому бассейновому округу, водохозяйственный участок реки — Волга от Иваньковского г/у до Угличского г/у, речной подбассейн реки — Волга до Рыбинского водохранилища. Речной бассейн реки — (Верхняя) Волга до Куйбышевского водохранилища (без бассейна Оки).
Код водного объекта в государственном водном реестре — 08010100811110000001049.